# Johann Georg Dirr

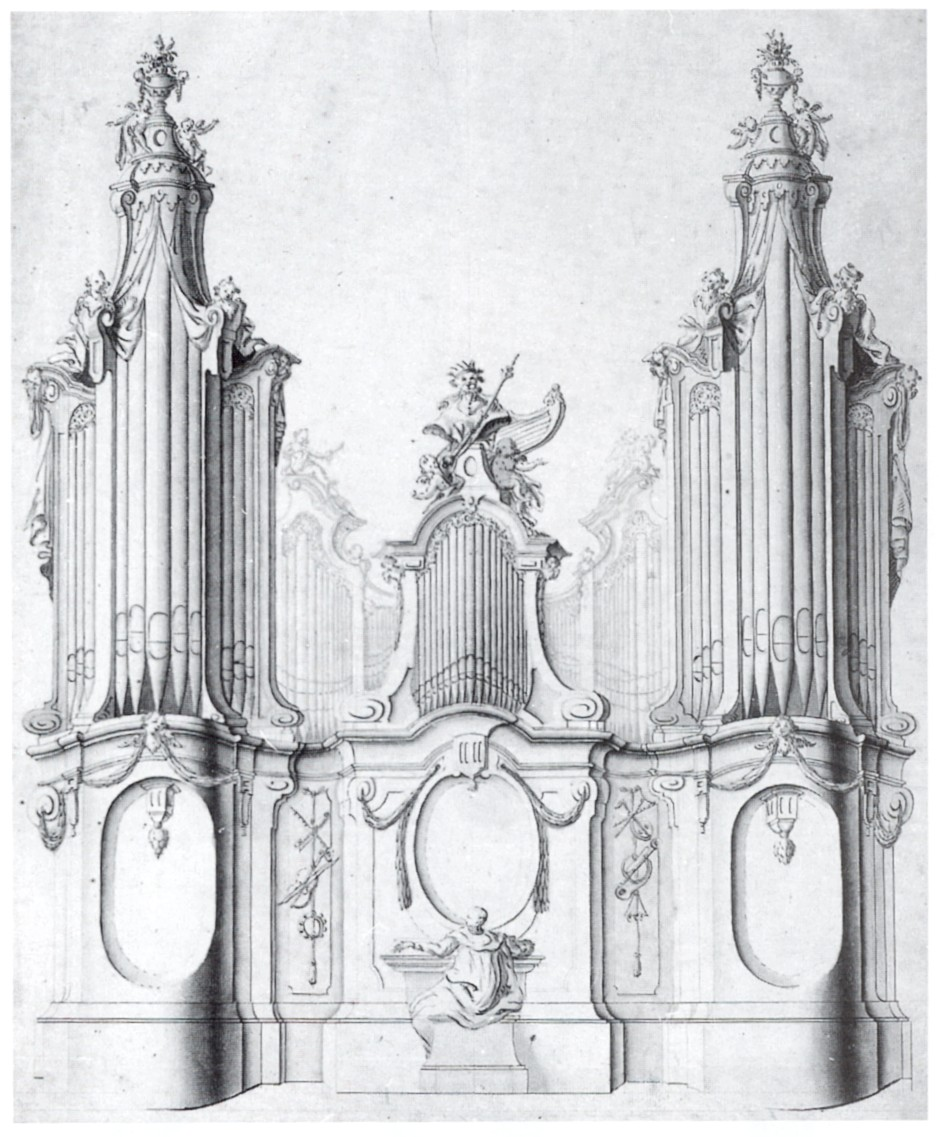
Entwurf zu einem Orgelprospekt aus der Werkstatt von J. G. Dirr

Johann Georg Dirr, auch Dürr (* 2. April 1723 in Weilheim in Oberbayern; † 9. Oktober 1779 in Mimmenhausen bei Salem) war ein Bildhauer und Stuckateur des Rokoko, der in Süddeutschland tätig war.

## Leben
Johann Georg Dirr war der Sohn des Bildhauers Martin Dirr (1674–1733) und der Bruder von Franz Anton Dirr (1724–1801), der Bildhauer Philipp Dirr (1582–1633) war sein Urgroßonkel. Seine Lehre als Bildhauer absolvierte er vermutlich bei seinem Stiefvater Franz Xaver Schmädl (1705–1777). Am 8. Mai 1753 heiratete er Maria Anna Schwägler; in deren Herkunftsort Stockach am Bodensee eröffnete er eine eigene Werkstatt.
Im Jahr 1756 siedelte Dirr nach Mimmenhausen bei Salem über, wo er Teilhaber von Josef Anton Feuchtmayers Bildhauerwerkstatt wurde. Nach Feuchtmayers Tod übernahm er im Jahr 1770 die Werkstatt.
1756 wurde die Tochter Maria Theresia geboren. Sie heiratete später den Bildhauer Johann Georg Wieland (1742–1802), der nach Dirrs Tod die Werkstatt in Mimmenhausen weiterführte.

## Werk

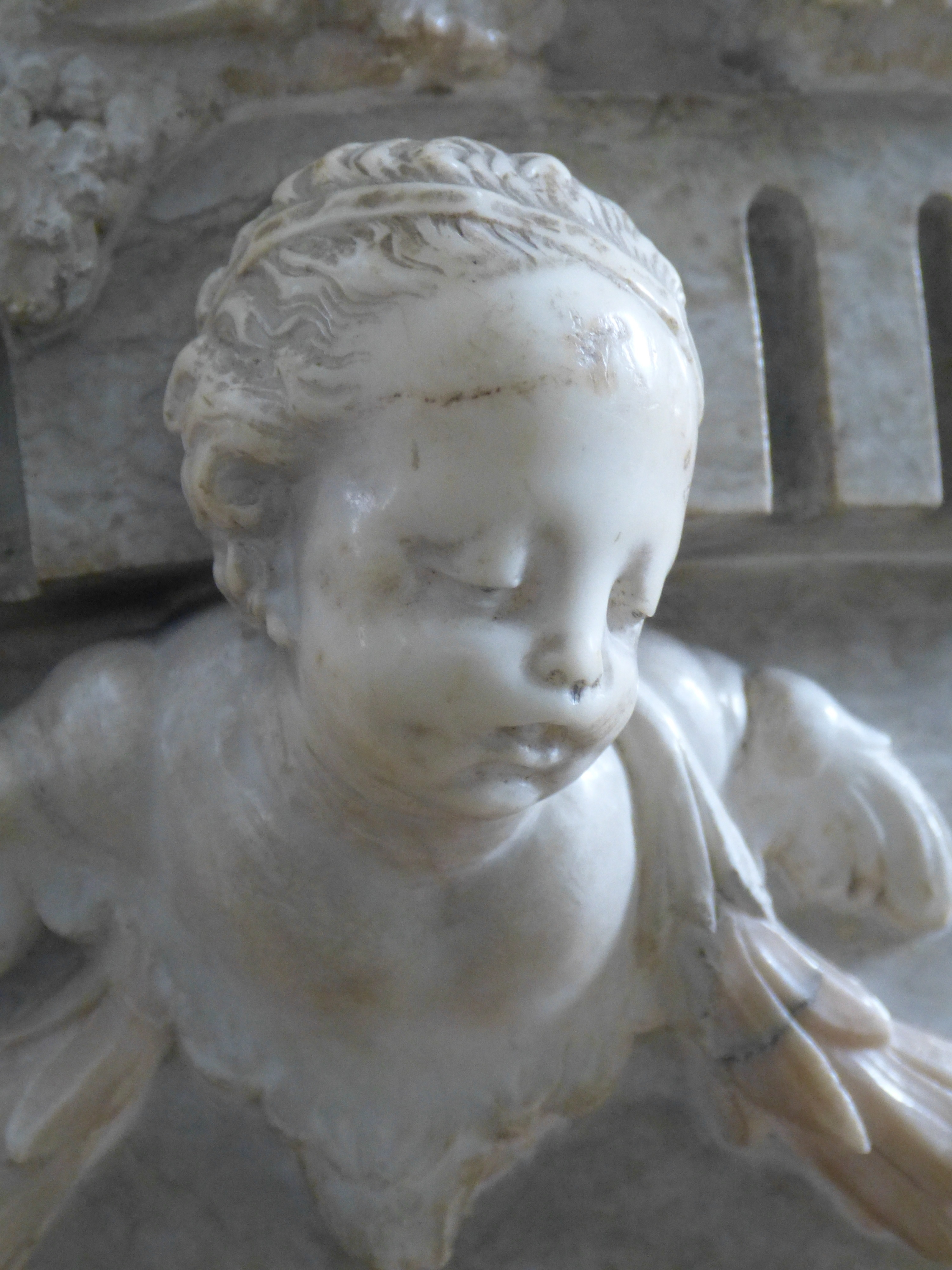
Engelsköpfchen vom Hochaltar des Salemer Münsters

Dirrs erste nachweisbare künstlerische Arbeiten finden sich in der Wallfahrtskirche Birnau, wo er als Gehilfe von Josef Anton Feuchtmayer tätig war. Künstlerische Prägung erfuhr er jedoch eher durch seinen Lehrmeister Schmädl als durch Feuchtmayer.
Von Dirr stammt ein Großteil der Ausstattung im Salemer Münster, der Klosterkirche der Reichsabtei Salem. Von seinem Schwiegersohn Johann Georg Wieland wurde sie im Stil des Klassizismus vollendet.
Dirr entwarf auch Stuckdekor für das Schloss Aulendorf. Für das Kloster Baindt schuf er einen Hochaltar.